# Microvalgus laoticus
Microvalgus laoticus är en skalbaggsart som beskrevs av Franz Antoine 1993. Microvalgus laoticus ingår i släktet Microvalgus och familjen Cetoniidae. Inga underarter finns listade i Catalogue of Life.